# Roger Kibbe
Roger Reece Kibbe (21 de mayo de 1939 – 28 de febrero de 2021) fue un asesino en serie y violador estadounidense, conocido como el “Estrangulador de la Interestatal 5” (I-5 Strangler).
Kibbe encontró a todas sus víctimas, excepto por una, en las carreteras alrededor de Sacramento, California. El 10 de mayo de 1991, Kibbe fue sentenciado de 25 años en prisión a cadena perpetua por el asesinato de Darcie Frackenpohl.

## Investigación criminal y encarcelamiento
En 2003, Kibbe acompañó a fiscales y detectives a un arroyo seco que recordaba para intentar encontrar el cuerpo de Lou Ellen Burleigh, a quien asesinó en 1977. En 2007, un detective volvió a registrar el área. En 2009, Kibbe regresó nuevamente al lugar con los detectives. No se encontró el cuerpo de Burleigh, tras lo cual se convocó un gran jurado.
El 5 de noviembre de 2009, tras un acuerdo para evitar la pena de muerte, Kibbe fue sentenciado a seis cadenas perpetuas adicionales, esta vez por los asesinatos de Lora Heedick, Barbara Ann Scott, Stephanie Brown, Charmaine Sabrah, Katherine Kelly Quinones y Lou Ellen Burleigh.
En 2011, un detective volvió por su cuenta al lugar donde se sospechaba que estaba el cuerpo de Burleigh y encontró un hueso en el arroyo; pruebas de ADN determinaron que le pertenecía a Burleigh. Burleigh salió de su casa en Walnut Creek, California, en 1977 para una entrevista de trabajo, pero nunca regresó.
El modus operandi de Kibbe consistía en secuestrar a sus víctimas, atarlas con cuerda de aparejo de paracaídas número 550 y silenciarlas con cinta adhesiva. Luego procedía a cortar sus ropas, en forma de figuras irregulares, con tijeras que habían pertenecido a su madre. En ocasiones empleaba la cuerda del paracaídas que utilizaba para practicar paracaidismo, a manera de garrote. Después las violaba y las estrangulaba hasta matarlas. Kibbe también cortaba la mayor parte del cabello de sus víctimas para retirar la cinta adhesiva antes de abandonar la escena del crimen.

## Muerte
Kibbe murió aproximadamente a las 12:40 a. m. del 28 de febrero de 2021 en la Prisión Estatal de Mule Creek. Un oficial hizo el descubrimiento; el compañero de celda de Kibbe, Jason Budrow, de 40 años, estuvo en la escena, presuntamente de pie cuando se encontró el cuerpo. El 3 de marzo, la Oficina del Alguacil del Condado de Amador hizo públicos los resultados del informe de la autopsia de Kibbe, los cuales mostraban que había muerto por estrangulamiento y que la forma de muerte era un homicidio.

## Víctimas conocidas
- Louise Ellen Burleigh, de 21 años – asesinada el 11 de septiembre de 1977
- Lora Heedick, de 20 años – asesinada el 21 de abril de 1986
- Barbara Ann Scott, de 29 años – asesinada el 3 de julio de 1986
- Stephanie Brown, de 19 años – asesinada el 15 de julio de 1986
- Charmaine Sabrah, de 26 años – asesinada el 17 de agosto de 1986
- Katherine Kelly Quinones, de 25 años – asesinada el 5 de noviembre de 1986
- Karen Finch, de 25 años – asesinada el 21 de junio de 1987
- Darcie Frackenpohl, de 17 años – asesinada el 17 de septiembre de 1987

## En la cultura popular

### Televisión
La evidencia forense de Kibbe usada en su condena es presentada en un episodio de la serie Forensic Files, "Knot for Everyone" (Transmitido en octubre de 1998).
El canal MSNBC lanzó el documental "Profiling Evil", en el que el psiquiatra forense Park Dietz entrevista a Kibbe en prisión (Transmitido el 18 de noviembre de 2012). La entrevista fue parte del acuerdo de Kibbe para evitar la pena de muerte.
La serie On the Case with Paula Zahn (lit. 'En el caso, con Paula Zahn', en español) presenta un episodio sobre los crímenes de Kibbe, titulado "Deadly Offer". El episodio fue transmitido el 8 de mayo de 2016. La presentadora del programa, Paula Zahn, entrevistó a familiares de las víctimas, detectives, criminalistas, al fiscal y un patólogo forense.
El 17 de febrero de 2019, Oxygen Network transmitió The Mark of a Killer: Pattern of Murder (lit. 'La marca de un asesino: Patrón de asesinato', en español), acerca del caso de Kibbe.

## Seguir leyendo
- Henderson, Bruce (1998). Trace Evidence: The Hunt for an Elusive Serial Killer. New York, NY: Scribner. ISBN 978-0-684-80708-9.